# Erebia jucunda
Erebia jucunda är en fjärilsart som beskrevs av Rudolf Püngeler 1903. Erebia jucunda ingår i släktet Erebia och familjen praktfjärilar. Inga underarter finns listade i Catalogue of Life.